# Der Blutharsch
Der Blutharsch (‚geronnenes Blut‘, ‚Schorf‘ bzw. eine Bezeichnung für irreguläre eidgenössische Landsknechte um 1500) war ein österreichisches Musikprojekt des Musikers Albin „Sunlight“ Julius (* 16. Oktober 1967, † 4. Mai 2022), das 1997 in Wien gegründet und 2010 beendet wurde. Julius bezeichnete seine Musik anfänglich als „Military Pop“ – eine Mischung aus Fragmenten von alten Märschen, Neofolk-Elementen, Industrial-Anleihen und elektronischen Samples. Seit 2005 stand die Band aber für Psychedelic Rock.
Eine Eigenheit der Veröffentlichungen von Der Blutharsch ist, dass bis zum Jahr 2011 lediglich die EPs und Alben, nicht aber die einzelnen Stücke Titel tragen.

## Bandgeschichte
Der Blutharsch war ursprünglich ein Nebenprojekt vom The-Moon-Lay-Hidden-Beneath-a-Cloud-Mitglied Albin Julius. Das Duo überwarf sich jedoch Ende der 1990er-Jahre, so dass Julius seinen Fokus nunmehr komplett auf die Arbeit mit seinem Projekt ausrichten konnte.
Albin Julius wurde zudem durch Kooperationen mit Death in June, Boyd Rice und Wumpscut bekannt, von denen er sich später distanzierte und die Wiederveröffentlichung der gemeinsamen Alben gerichtlich untersagte. Ihre Aufnahmen veröffentlichte Der Blutharsch auf dem eigenen Label „Wir Kapitulieren Niemals“. Nebenbei betrieb Julius mit „Hau Ruck!“ ein Label für andere Bands aus dem Bereich des Neofolks und der experimentellen Musik.
Auf dem Album When Did Wonderland End? begann die Band mit einer deutlichen Kurskorrektur in Sachen Image und Musik. Die umstrittenen Uniformen, Runen und Symbole verschwanden, und die Musik entwickelte sich in Richtung Psychedelic Rock. Diese Entwicklung erreichte 2009 mit dem Album Flying High ihren Abschluss – Der Blutharsch war nunmehr vollständig im klassischen Psychedelic Rock angekommen, der mit der Musik aus den Anfangstagen der Band nur noch die dumpfe Klangqualität gemeinsam hatte.
Im April 2006 spielte Der Blutharsch eine als „Abschiedstournee“ angekündigte Europatour zusammen mit Bain Wolfkind und Deutsch Nepal, bei der auch zwei Konzerte in Deutschland stattfanden. Im September 2009 gingen Der Blutharsch wieder auf Tour und spielten unter anderem auf einem Kunstfestival zusammen mit The Damned und Hermann Nitsch in Tilburg.
2010 löste sich Der Blutharsch offiziell auf und gründete sich als Der Blutharsch and the Infinite Church of the Leading Hand neu. Im Dezember 2010 wurde Flying High auf Platz 8 der österreichischen Wire-Charts gewählt.
Albin Julius starb am 4. Mai 2022 im Alter von 54 Jahren.

## Kontroverse
Da die Band auf ihren frühen Veröffentlichungen auf die Ästhetik des Nationalsozialismus Bezug nahm und auf Kriegssymbolik (zum Beispiel das Eiserne Kreuz) zurückgriff, wurde ihr vorgeworfen, rechtsextrem zu sein.
Ein Antrag auf eine vorläufigen Rechtsschutz, der 2007 von Julius auf Unterlassung der Bezeichnung „Neonazi-Band“ gegen die linke Wochenzeitung Jungle World und deren Redakteur Ivo Bozic gestellt worden war, wurde vom Landgericht Frankenthal abgelehnt. Das Gericht urteilte, die Äußerung sei als presserechtlich geschütztes Werturteil auf Grund der Verwendung nationalsozialistischer Symbole durch die Band gerechtfertigt, und wies den Antrag zurück. Das Urteil wurde 2007 rechtsgültig. Das Gericht führte in der Begründung aus, dass sich die Zeitung in dem beanstandeten Artikel in sachlicher Weise mit der Band Der Blutharsch und deren Auftreten in der Öffentlichkeit auseinandergesetzt habe. Zudem dränge sich aufgrund des gesamten Auftretens und Verhaltens der Band die Bewertung auf, dass es sich um eine Band aus dem Neonazi-Milieu handle. Dies ergebe sich aus den Live-Auftritten der Band in „durchgängig faschistisch und nationalsozialistisch kodierten Uniformen“ und der Verwendung von Zeichen aus der NS-Zeit auf der Homepage, Merchandising-Artikeln und Plattencovern. Wer sich so präsentiere, müsse sich eine kritische Würdigung seines öffentlichen Wirkens gefallen lassen.
Julius selbst hatte sich in verschiedenen Interviews und Stellungnahmen immer wieder deutlich von derlei Vorwürfen distanziert, so unter anderem im Musikmagazin Orkus oder im österreichischen Magazin Rokko’s Adventures, wo er auf die Frage, ob er ein Nazi sei, antwortete: „Ich war nie einer, werde nie einer sein, will keiner sein, bin keiner! Es interessiert mich einfach nicht.“ Auch in der Zeitschrift Der Rechte Rand wurde der Band 2012 bescheinigt, dass „die einstige Vorzeigeband martialischen Neofolks sich nachhaltig gewandelt hat“.

## Diskografie

### Der Blutharsch
Alben
- 1996: First (Arthur’s Round Table)
- 1998: Der Sieg des Lichtes ist der Lebens Heil!
- 1999: The Pleasures Received in Pain
- 1999: Gold gab ich für Eisen (Livealbum)
- 2000: The Track of the Hunted
- 2000: The Long Way Home
- 2001: When All Else Fails!
- 2003: Time Is Thee Enemy!
- 2005: Live at the Monastery
- 2005: When Did Wonderland End?
- 2006: Live in Copenhagen
- 2007: The Philosopher’s Stone
- 2008: Reutoff vs. Der Blutharsch – Kreuzung Drei
- 2009: A Night of Confusion
- 2009: Flying high
- 2010: Live in Leiden
- 2010: Live in Praha DVD
- 2020: Bologna

Singles und EPs
- 1997: Der Blutharsch 7″
- 1998: The Moment of Truth
- 1999: Apöcalyptic Climäx 2 (mit Deutsch Nepal)
- 1999: Der Gott der Eisen wachsen ließ (EP)
- 2000: Thank you! (mit Death in June)
- 2000: Inutiles (Split mit Novy Svet)
- 2000: Split (2000, Split mit Ain Soph)
- 2002: Good Luck to You!
- 2001: El Diablo (mit Les Joyaux de la Princesse)
- 2002: Viele Feinde viele Ehre (EP)
- 2003: Der Blutharsch / Zetazeroalfa
- 2003: Cafe Mentone (Split mit Novy Svet)
- 2004: Time is thee Enemy! (7″ S/Sided)
- 2005: Vittoriale
- 2005: So Bring Your Iron Rain Down Upon Me
- 2006: Farewell
- 2006: Der Blutharsch vs. Dernière Volonté – DB vs. DV
- 2007: The Philosopher's Stone
- 2007: Yellow Leaf
- 2008: Untitled
- 2008: Der Blutharsch / Sottofasciasemplice* – Untitled
- 2009: Der Blutharsch vs. Our Survival Depends On Us – Untitled
- 2009: Untitled
- 2010: Der Blutharsch / White Hills – Today I Want To Catch Clouds

Kompilationen
- 2002: Fire Danger Season (2002)
- 2004: The Moment of Truth (2004)
- 2004: Speech of Truth Will Be Eternal (israelische Best-of-Compilation)
- 2008: Everything Is Alright
- 2011: Werkschau 1997:2010
- 2014: Der Blutharsch / Der Blutharsch And The Infinite Church Of The Leading Hand – Discography (12 x Kassetten)

### Der Blutharsch and the Infinite Church of the Leading Hand
Alben
- 2011: Der Blutharsch and the Infinite Church of the Leading Hand + Aluk Todolo: A Collaboration
- 2011: Der Blutharsch and the Infinite Church of the Leading Hand: The Story About the Digging of the Hole and the Hearing of the Sounds from Hell
- 2012: The End of the Beginning
- 2013: Praha, 8th March 2012
- 2013: The Cosmic Trigger
- 2015: Leipzig, 25th September 2009
- 2015: Joyride
- 2015: The Wolvennest Sessions
- 2016: Wolvennest Featuring Der Blutharsch And The Infinite Church Of The Leading Hand – WLVNNST
- 2016: Sucht & Ordnung
- 2016: Der Blutharsch And The Infinite Church Of The Leading Hand + Skullflower – Angel Of Darkness
- 2017: Wroclaw, 11th November 2011
- 2017: What makes you pray
- 2018: White Hills & Der Blutharsch And The Infinite Church Of The Leading Hand – Desire
- 2019: Wish I weren't here
- 2019: Der Blutharsch And The Infinite Church Of The Leading Hand, Mhönos – Der Blutharsch And The Infinite Church Of The Leading Hand / Mhönos
- 2020: Der Blutharsch And The Infinite Church Of The Leading Hand + Skullflower – A Collaboration
- 2020: Live At The Sinister Inn (Kassette)
- 2021: Rejoice
- 2022: Dream your life away
- 2022: King Dude & Der Blutharsch And The Infinite Church Of The Leading Hand – Black Rider On The Storm

Singles und EPs
- 2010: Der Blutharsch And The Infinite Church Of The Leading Hand
- 2012: The Beginning at the End (7″)
- 2014: All to pieces
- 2014: Josef Dvorak Featuring Fuckhead & Der Blutharsch And The Infinite Church Of The Leading Hand – Sous L'Arbre De Science
- 2017: Dernière Volonté / Der Blutharsch And The Infinite Church Of The Leading Hand – Untitled
- 2017: Der Blutharsch And The Infinite Church Of The Leading Hand / Hecate – Final Planet 666
- 2017: Der Blutharsch And The Infinite Church Of The Leading Hand Featuring Wolvennest – Leave Me Alone
- 2019: The higher Tides
- 2020: Salve Satanas
- 2012: Сунце (Kassette, EP)

Kompilationen
- 2014: Today I want to catch Clouds